# 홍석연
홍석연(洪錫然, 1961년 10월 16일 ~ )은 대한민국의 배우이며, 예명은 광복동(光復東)이다. 출생은 부산광역시이다.

## 출연

### TV 드라마
- 1997년 SBS 드라마스페셜 《모델》 ... 최 형사 역
- 1998년 SBS 주간드라마 《아주 특별한 여행》 ... 장돌뱅이 역
- 2000년 SBS 월화드라마 《도둑의 딸》 ... 강간범 역
- 2007년 SBS 주말 특별기획 《사랑에 미치다》 ... 정숙 부 역
- 2007년 SBS 주말 특별기획 《조강지처 클럽》 ... 수산시장 도매상 역
- 2009년 SBS 드라마스페셜 《카인과 아벨》 ... 매운탕집 사장 역
- 2009년 SBS 미니시리즈 《드림》 ... 고창복 역
- 2009년 SBS 미니시리즈 《천사의 유혹》 ... 형사 역
- 2010년 SBS 드라마스페셜 《검사 프린세스》 ... 유명우 살인사건 담당 형사 역
- 2010년 SBS 대하드라마 《자이언트》 ... 악덕 브로커, 곽 사장 역
- 2010년 SBS 드라마스페셜 《대물》 ... 간척지 농민 역
- 2011년 SBS 드라마스페셜 《보스를 지켜라》 ... 물류센터 직원 역 (특별출연)
- 2011년 SBS 대기획 《뿌리깊은 나무》 ... 꺽쇠 역
- 2011년 MBC 토요드라마 《심야병원》 ... 도박하는 남자 역
- 2013년 MBC 수목드라마 《투윅스》 ... 상가 철거를 반대하는 남자 역
- 2014년 tvN 금토드라마 《응급남녀》 ... 마을 주민 역
- 2014년 tvN 금토드라마 《갑동이》 ... 짚 파는 남자 역
- 2014년 JTBC 월화드라마 《유나의 거리》 ... 독사 역
- 2015년 MBC 주말연속극 《여왕의 꽃》
- 2015년 KBS2 일일연속극 《다 잘될 거야》
- 2016년 온스타일 웹드라마 《뷰티학개론》 ... 해인아버지 역
- 2016년 KBS2 TV소설 《내 마음의 꽃비》
- 2016년 SBS 주말드라마 《그래, 그런거야》
- 2016년 MBC 주말드라마 《불어라 미풍아》
- 2017년 MBC 주말특별기획 《아버님 제가 모실게요》
- 2017년 OCN 주말드라마 《터널》 ... 신해화학 전 직원 역
- 2017년 KBS2 일일연속극 《이름 없는 여자》
- 2017년 KBS2 TV소설 《그 여자의 바다》
- 2017년 KBS2 TV소설 《꽃 피어라 달순아!》
- 2017년 tvN 수목드라마 《크리미널 마인드》
- 2017년 TV조선 드라마 《너의 등짝에 스매싱》 ... 노숙인 역
- 2020년 KBS1 일일드라마 《꽃길만 걸어요》  ... 현이네민박 주인 역
- 2022년 tvN 월화드라마 《멘탈코치 제갈길》
- 2024년 넷플릭스 《오징어 게임 2》 ... 경비원 역

### 영화
- 1989년 《파업전야》 ... 재필 역
- 1989년 《신사동 제비》 ... 샤낭꾼 2 역
- 1990년 《매춘시대》
- 1990년 《어둠의 딸》
- 1990년 《검은 도시》
- 1991년 《흑설》 ... 야쿠자 2 역
- 1991년 《제3구역》
- 1991년 《맨발에서 벤츠까지》 ... 경비대장 역
- 1991년 《경마장 가는 길》 ... R의 매제 역
- 1992년 《하얀 전쟁》 ... 장 하사 역
- 1992년 《애마부인 7》 ... 사내 3 역
- 1992년 《가슴에 돋는 칼로 슬픔을 자르고》 ... 오길재 역
- 1994년 《구미호》
- 1994년 《게임의 법칙》 ... 창구파 2 역
- 1994년 《나는 소망한다 내게 금지된 것을》 ... 형사 역
- 1995년 《영원한 제국》 ... 훈련대장 역
- 1995년 《엄마에게 애인이 생겼어요!》 ... 홀쭉이 역
- 1995년 《개 같은 날의 오후》 ... 경찰 1 역
- 1995년 《아름다운 청년 전태일》 ... 삼일사 재단사 역
- 1995년 《48+1》 ... 맨션 관리자 역
- 1996년 《꽃잎》 ... 인부 역
- 1996년 《진짜 사나이》 ... 트럭 운전사 역
- 1997년 《지상만가》 ... 조근식 역
- 1997년 《홀리데이 인 서울》 ... 기사 1 역
- 1997년 《넘버 3》 ... 방 계장 역
- 1998년 《해가 서쪽에서 뜬다면》 ... 연수생 3 역
- 1999년 《북경반점》 ... 나이트클럽 손님 1 역
- 1999년 《세기말》 ... 총알택시 1 역
- 2001년 《친구》 ... 경비 영감 역
- 2002년 《성냥팔이 소녀의 재림》 ... 부두 노동자 역
- 2002년 《패밀리》 ... 빨대 역
- 2002년 《해적, 디스코왕 되다》 ... 경찰 2 역
- 2003년 《선택》 ... 개눈깔 교도관 역
- 2003년 《헤피 에로 크리스마스》 ... 어부 역
- 2004년 《발레 교습소》 ... 검도반 강사 역
- 2005년 《주먹이 운다》 ... 홍씨 역
- 2005년 《역전의 명수》 ... 교도관 역
- 2005년 《너는 내 운명》 ... 노인 1 역
- 2005년 《종려나무 숲》 ... 위원장 역
- 2006년 《구세주》 ... 판사 역
- 2006년 《마이 캡틴 김대출》 ... 천마총 관리 역
- 2006년 《조폭 마누라 3》 ... 노 사장 역
- 2007년 《그놈 목소리》 ... 도장집주인 역
- 2007년 《극락도 살인사건》 ... 선장 역
- 2007년 《사랑》 ... 황씨 역
- 2008년 《경축! 우리 사랑》 ... 김씨 역
- 2008년 《흑심모녀》 ... 인터뷰 아저씨 역
- 2008년 《안녕! 허대짜수짜님》 ... 박영조 역
- 2009년 《삼거리 무스탕 소년의 최후》 ... 힘줄 큰형 역
- 2009년 《세리와 하르》 ... 세리아빠 역
- 2009년 《내 사랑 내 곁에》 ... 6인 병실, 손 노인 역
- 2009년 《정승필 실종사건》 ... 장씨 역
- 2010년 《7월 32일》 ... 갑수 역
- 2010년 《도쿄 택시》 ... 한국 택시기사 3 역
- 2010년 《부당거래》 ... 맨션 경비원 역
- 2011년 《숨》 ... 목사 역
- 2011년 《도가니》 ... 수위 역
- 2012년 《천사의 숨소리》 ... 다리 위 근로자 역
- 2014년 《수상한 그녀》 ... 약사 역
- 2014년 《국제시장》 ... 덕수 고모부 역
- 2014년 《제4 이노베이터》 ... 신도 컨테이너 부장 역
- 2015년 《내 심장을 쏴라》 ... 정문경비 1 역
- 2016년 《희주》 ... 민철 역
- 2017년 《남한산성》 ... 늙은이 1 역
- 2018년 《그것만이 내 세상》 ... 조하 부 역
- 2018년 《궁합》 ... 간택 접수처 노인 역
- 2018년 《신 전래동화》 ... 심학규 역
- 2020년 《도굴》 ... 골동품 주인 할아버지 역
- 2021년 《영면》 ... 윤정석 역
- 2022년 《효자》 ... 마을 어른 역

### CF
- 맥도날드
- 하스스톤×던킨 도너츠

### 뮤직비디오
- 별 - 《눈물샘》
- 트랙스 - 《초우》
- 왜 이리 시끄러운 것이냐 - 머쉬베놈
- 널 잊을래[https://www.youtube.com/watch?v=09_K3lUz5-M] - 제이통

### 웹드라마
- 2017년 《명탐정 곤환》 ... 부동산 주인 역